# Санта Фе (провинција)
Санта Фе (шп. Santa Fe) је провинција смештена у средишњем делу Аргентине. Према северу се граничи са провинцијом Чако, према западу са провинцијама Сантијаго дел Естеро и Кордоба, према југу са провинцијом Буенос Ајрес, према истоку са провинцијама Коријентес и Ентре Риос.